# Joseph Perrault
Paul Joseph „Joe“ Perrault (geboren 3. Dezember 1924 in Green Bay, Wisconsin; gestorben 29. Juli 2010 in Ishpeming, Michigan) war ein US-amerikanischer Skispringer, der den Ishpeming Ski Club vertrat. Bei den Olympischen Spielen 1948 in St. Moritz belegte er den 15. Platz.

## Werdegang
Perrault wurde in Wisconsin geboren, wuchs aber in Ishpeming, Michigan, auf. Während des Zweiten Weltkriegs diente er als Soldat in der 10. Gebirgsdivision in Norditalien. Nachdem er seinen verwundeten Sergeant in Sicherheit gebracht hatte, wurde ihm der Militärpreis Silver Star verliehen.
Neben der Olympiateilnahme 1948 wurde er auch für die Olympischen Spiele 1952 in Oslo ausgewählt, verletzte sich jedoch vor dieser Meisterschaft und konnte nicht teilnehmen. Bei einem Rennen am Iron Mountain im Jahr 1949 verbesserte er mit 293 und 297 Fuß (89,5 und 90,5 Meter) zweimal den Rekord für die längste in den Vereinigten Staaten gebaute Schanze. Er wurde nie nationaler Meister, belegte aber 1947 den dritten Platz und wurde bester Amerikaner in der nationalen US-Meisterschaft, die damals von Ausländern gewonnen werden konnte. Außerdem belegte er 1948 den 3. Platz in der Meisterschaft. 1951 gewann er die nordamerikanische Meisterschaft.
Joe Perrault wurde 1971 in die National Ski Hall of Fame aufgenommen.